# البداح (قفل شمر)

تعديل مصدري - تعديل

البداح هي إحدى قرى عزلة المخلاف بمديرية قفل شمر التابعة لمحافظة حجة، بلغ تعداد سكانها 53 نسمة حسب تعداد اليمن لعام 2004.